# Paraplagusia longirostris
Paraplagusia longirostris es una especie de pez de la familia Cynoglossidae en el orden de los Pleuronectiformes.

## Distribución geográfica
Se encuentran en las  costas del sur de Papúa Nueva Guinea y el norte de Australia.